# Archeohomaloplia yunnana
Archeohomaloplia yunnana är en skalbaggsart som beskrevs av Miyake och Yamaya 2001. Archeohomaloplia yunnana ingår i släktet Archeohomaloplia och familjen Melolonthidae. Inga underarter finns listade.